# Хендрум (тауншип, Миннесота)
Хендрум (англ. Hendrum) — тауншип в округе Норман, Миннесота, США. На 2000 год его население составило 118 человек.

## География
По данным Бюро переписи населения США площадь тауншипа составляет 108,8 км², из которых 108,6 км² занимает суша, а 0,2 км² — вода (0,19 %).

## Демография
По данным переписи населения 2000 года здесь находились 118 человек, 46 домохозяйств и 36 семей. Плотность населения —  1,1 чел./км². На территории тауншипа расположено 54 постройки со средней плотностью 0,5 построек на один квадратный километр. Расовый состав населения: 96,61 % белых, 2,54 % коренных американцев и 0,85 % азиатов. Испанцы или латиноамериканцы любой расы составляли 0,85 % от популяции тауншипа.
Из 46 домохозяйств в 32,6 % воспитывались дети до 18 лет, в 71,7 % проживали супружеские пары, в 2,2 % проживали незамужние женщины и в 19,6 % домохозяйств проживали несемейные люди. 15,2 % домохозяйств состояли из одного человека, при том 10,9 % из — одиноких пожилых людей старше 65 лет. Средний размер домохозяйства — 2,57, а семьи — 2,86 человека.
22,9 % населения — младше 18 лет, 5,9 % — в возрасте от 18 до 24 лет, 18,6 % — от 25 до 44, 30,5 % — от 45 до 64, и 22,0 % — старше 65 лет. Средний возраст — 46 лет. На каждые 100 женщин приходилось 110,7 мужчин. На каждые 100 женщин старше 18 приходилось 127,5 мужчин.
Средний годовой доход домохозяйства составлял 36 071 доллар, а средний годовой доход семьи —  36 607 долларов. Средний доход мужчин —  26 875  долларов, в то время как у женщин — 22 813. Доход на душу населения составил 17 238 долларов. За чертой бедности не находились ни одна семья и ни один человек.